# Gymnostachyum subacaule
Gymnostachyum subacaule là một loài thực vật có hoa trong họ Ô rô. Loài này được (Zoll.) Bremek. mô tả khoa học đầu tiên năm 1948.